# Buikhuisen, dom én slecht
Buikhuisen, dom én slecht is een bundeling columns uit het opinieweekblad Vrij Nederland van Piet Grijs (pseudoniem van Hugo Brandt Corstius) uit 1978. Alle gaan over het onderzoek van de criminoloog Wouter Buikhuisen zodat die, in het boekje bij elkaar gezet, een polemisch pamflet vormen. De felle columns hebben aanleiding gegeven tot de mythe dat Grijs de wetenschappelijke loopbaan van Buikhuisen gefnuikt heeft, maar in werkelijkheid trok Buikhuisen zich tien jaar na de affaire uit de wetenschap terug. Bovendien bleek uit onderzoek dat een reeks van zes kritische artikelen in het blad Kombinatie Reklasserings Instellingen (KRI) een grotere invloed had op de reputatie van Buikhuisen.

## Ontstaansgeschiedenis
In de columns was informatie verwerkt die afkomstig moest zijn van een ingewijde in de wereld van de criminologie en dat leidde tot speculatie over de identiteit van de 'aangever' van Grijs. Genoemd werden Kees Schuyt en C.I. Dessaur, maar het bleek om een student te gaan.
De aanleiding van het boekje was de rel die op 21 april 1978 over Buikhuisens plannen ontstond en die op 28 april alweer afgelopen leek.

### Oorspronkelijke verschijningsdata
De columns verschenen in het weekblad Vrij Nederland van 6 mei 1978 tot 2 september van dat jaar:
- 'Biologie en misdaad' (6 mei 1978)
- 'Foto's met zweet' (13 mei)
- 'Tomaten en marihuana' (20 mei)
- 'Viermaal bedrieger' (27 mei)
- 'Bio-theologie' (3 juni)
- 'Een toverformule' (10 juni)
- 'Alcohol en Van Agt' (17 juni)
- 'De medestanders van B.' (24 juni)
- 'B. trekt terug' (1 juli)
- 'Nazi-Duitsland en Zuid-Afrika' (8 juli)
- 'Te veel angst of te weinig?' (15 juli)
- 'Uw sterfdag is bekend' (22 juli)
- 'Eysenck en Van Weringh' (29 juli)
- 'Een uitdaging' (5 augustus)
- 'Hoe moet het nu verder?' (2 september)

### Een strategische uitgave
De bundeling van de columns vormde zelf een strategische stap in de affaire. Niet alleen bleef de kritiek zodoende langer verkrijgbaar dan in het weekblad, maar werd ook een breder publiek bereikt dan alleen de lezers van Vrij Nederland. En het was Grijs erom te doen dat de rel niet zou uitdoven. Volgens Grijs ging Buikhuisen er namelijk van uit 'dat de weerzin die zijn benoeming in april opwekte, wel zal wegebben. Er zit voor mij dus niets anders op dan om hem te blijven bestoken'. In De Groene Amsterdammer van 5 juli 1978 zou 'de onrechtmatigheid van de benoeming nog eens precies gedocumenteerd' staan.

## Inhoud
In weerwil van de titel gaat het boekje niet alleen over Buikhuisen en diens medestanders, maar via hem over de criminologie als wetenschap: 'is het wel eerlijk om Buikhuisen te blijven vervolgen? Zijn alle andere criminologen, en alle gammawetenschappers in het algemeen, niet net zoals Buikhuisen, of nog erger? Antwoord: kan best wezen, maar je moet ergens beginnen en Buikhuisen staat toevallig vooraan.' Bovendien komt niet alle kritiek van Grijs, maar wordt ook kritiek van anderen aangehaald, zoals van de jurist en socioloog prof. Kees Schuyt uit het Nederlands Juristenblad van 27 mei 1978. Waardering heeft Grijs wel voor de Engelse psycholoog Hans Eysenck, die tussen biologie en criminaliteit 'een interessante theorie, met veel verve gebracht' plaatst over 'erfelijkheid en persoonlijkheid.' Buikhuisen zou ten onrechte Mednick als zijn voorganger hebben aangewezen, volgens Grijs 'in de veronderstelling dat niemand zo'n man ook echt gaat lezen, en in de bij zwak-wetenschappelijk begaafden wel meer voorkomende mening dat wat gedrukt staat waar is.'

### Een uitdaging
Op 5 augustus gaf Grijs op met welke literatuur hij zich in de criminologie had ingelezen: naast het lezen van Buikhuisen zelf ('een vervelend karwei') worden genoemd Dessaur, Nagel, Hoefnagels, Bianchi, Bonger en Van Bemmelen, 'benevens enige buitenlandse standaardwerken.' Dit brengt hem ertoe Buikhuisen uit te dagen voor een duel: 'Al met al heb ik nu het vreemde gevoel dat ik meer van criminologie weet en begrijp dan dr. Wouter Buikhuisen. Ik daag hem hierbij uit tot een openbaar vergelijkend examen.'

## Mythe over vermeende invloed
Over de rol van Brandt Corstius in de affaire, aldus journalist Elisabeth Lockhorn, is de mythe ontstaan dat Piet Grijs ervoor gezorgd zou hebben dat Buikhuisen zijn wetenschappelijke loopbaan beëindigde. In werkelijkheid verliet Buikhuisen de universiteit pas tien jaar na de affaire. Bovendien was de reden eerder een samenloop van omstandigheden.
Hoewel Buikhuisen zelf vooral Grijs als katalysator van de affaire noemde, bleek volgens Lockhorn uit analyse van de kwestie dat een reeks van zes artikelen in het blad Kombinatie Reklasserings Instellingen (KRI) een belangrijke rol speelde in de mediahetze. Vooral het eerste artikel, dat zeer eenzijdig was en Buikhuisen vergeleek met nazicriminoloog Franz Exner, werd in de pers verkort overgenomen zonder weerwoord van Buikhuisen. Vervolgens daalde een storm van kritiek van wetenschappers op Buikhuisen neer, van onder meer criminologen Manuel Kneepkens en Dessaur.
Sommigen beschouwen de acties van Brandt Corstius jegens Buikhuisen als een voorbeeld van karaktermoord. Zelf is Brandt Corstius achter de artikelserie blijven staan, hij gaf nog in 2009 te kennen niet van mening te zijn veranderd.